# Жаклин де ла Рош
Жаклин де ла Рош (умерла после 1329 г.) — супруга Мартино Заккарии, лорда Хиоса.

## Жизнь
Она была дочерью и наследницей Рено де ла Роша и, последней наследницей семьи де ла Рош, которая управляла Афинским герцогством с 1204 по 1308 год.
В 1311 году она вышла замуж за Мартино Заккарию, лорда Хиоса, который стал её соправителем.
Когда в 1329 году Мартино был схвачен и увезен в Константинополь Андроником III Палеологом, Жаклин было разрешено выйти на свободу со своими детьми «и всем, что они могли унести». Она была матерью Бартоломео, маркграфа Бодоницы, и Центуриона I.